# إيمانويل توموسيام موتبيل
إيمانويل توموسيام موتبيل (27 يناير 1949 - 23 يناير 2022)، هو خبير اقتصادي ومصرفي أوغندي. شغل منصب حاكم المصرف المركزي لأوغندا من عام 2001 حتى وفاته في عام 2022.

## روابط خارجية
- الصفحة الرئيسية لبنك أوغندا